# Ammobates rufiventris
Ammobates rufiventris là một loài Hymenoptera trong họ Apidae. Loài này được Latreille mô tả khoa học năm 1809.